# Ivan Serpa
Ivan Ferreira Serpa (Rio de Janeiro, 1923 – Rio de Janeiro, 1973) foi um pintor, desenhista, professor e gravador brasileiro. A obra de Ivan Serpa, desde o início de sua carreira, oscilou entre o figurativismo e a arte concreta.
Recebeu vários prêmios no Brasil e participou de várias bienais realizadas em São Paulo, além de Veneza (1952, 1954 e 1962) e Zurique (1960), quando foi igualmente premiado. O Museu de Arte Moderna do Rio de Janeiro realizou algumas retrospectivas de sua obra nos anos 1965, 1971 e 1974.

## Década de 1940
Estudou pintura, gravura e desenho com o austríaco Axl Leskoschek, entre 1946 e 1948, no Rio de Janeiro. Na década de 1940 participou de exposições realizadas na Divisão Moderna do Salão Nacional e da 1ª Bienal de São Paulo, onde ganhou seu primeiro prêmio. Realizou a primeira individual no Instituto Cultural Brasil-Estados Unidos e expôs na XXVI Bienal de Veneza.

## Década de 1950
Em 1949, convidado, ministrou suas primeiras aulas no Museu de Arte Moderna do Rio de Janeiro (MAM/RJ) e, partir de 1952, passou a exercer atividade didática sistemática, especialmente no ensino infantil, dando aulas livres de pintura.
Em 1954 publicou o livro Crescimento e Criação, com texto de Mário Pedrosa, sobre sua experiência no ensino de arte para crianças. Nesse mesmo ano, ao lado de Ferreira Gullar e Mário Pedrosa, criou o Grupo Frente, integrado por Franz Weissmann, Lygia Clark, Aluísio Carvão, Hélio Oiticica, Décio Vieira e Lygia Pape, tendo permanecido na liderança do grupo até sua dissolução, em 1956.
Em 1957 recebeu o prêmio de viagem ao exterior no Salão Nacional de Arte Moderna (SNAM).Viveu na Europa entre os anos de 1958 e 1959, quando retornou ao Brasil.

## Décadas de 1960 e 1970
Entre o final dos anos 50 e começo dos anos 60, seu trabalho ganhou novos contornos, passando a incorporar elementos menos determinados como gestos, manchas e respingos de tinta. Em 1960, influenciado pelo desenho infantil, construiu imagens entre a abstração e a figuração. Nessa época, atuou como restaurador de livros na Biblioteca Nacional do Brasil, trabalho que serviu como inspiração para a série dos Anóbios, feita entre 1961 e 1962.
A partir de 1963 intensificou-se seu interesse pela figuração, realizando trabalhos como os da Série Negra e das séries Bichos e Mulheres com Bichos. Algumas obras incorporaram letreiros e a sobreposição de formas geométricas. A produção foi exposta em mostras importantes, como Opinião 65, Opinião 66 e Nova Objetividade Brasileira.
Em 1967 iniciou a série Op Erótica, que marcou seu retorno à linguagem construtiva. Interessado na op art, ele retomou a construção geométrica e os elementos bem definidos, tendo desenvolvido outras séries com essa característica, como Mangueira e Amazônicas. Essas obras o levaram às Arcas, móveis com formas brancas no seu interior que, por sua vez, deram origem às pinturas Geomânticas, a partir de 1969. Trabalhou nestes quadros até 1973, quando veio a falecer de ataque cardíaco e derrame, com apenas 49 anos.